# Choose Your Finger
Choose Your Finger är den svenska hårdrocksgruppen Snakestorms debutalbum, släppt 2010.

## Låtlista
1. "D.T.P." – 4:03
2. "Clean Cuts and Leather" – 3:20
3. "The Calling" – 3:37
4. "Dead Red Eyes" – 4:14
5. "Black Saints" – 4:19
6. "Swallowed" – 3:33
7. "Partners in Crime" – 4:03
8. "Mental" – 1:14
9. "Snakestorm" – 5:03